# Правителство на Вълко Червенков
 За първото правителство, в което Червенков е председател, вижте Правителство на Васил Коларов (1949–1954).  
Правителството на Вълко Червенков е шестдесет и деветото правителство на Народна република България, назначено с Укази № 17 и № 18 от 20 януари 1954 г.. Управлява страната до 18 април 1956 г., след което е наследено от правителството на Антон Югов.

## Политика

### Вътрешна политика
Последните две години от управлението на правителството с министър-председател Вълко Червенков (1954 – 1956) се характеризират с пълното идеологизиране на всички сфери на обществения живот и сливане на държавния и партийния апарат. Политбюро на ЦК на БКП се превръща в пълновластен господар в България, контролиращ както партийните структури, така и икономиката и органите на законодателната и изпълнителната власт. Местните органи на самоуправление играят незначителна роля в обществения живот.
Всеки опит за критика на политиката на БКП е жестоко наказван. Възстановени са закритите през 1953 г. трудови лагери („Белене“) и е възобновена практиката за изселване от градските центрове на „неблагонадеждните лица и техните семейства“.
В образованието и при подбора на кадри за държавното управление стриктно се спазва класово-партийният подход. Учениците и студентите задължително членуват в младежки комунистически организации – „Чавдарче“, „Септемврийче“ или Димитровски комунистически младежки съюз. В програмата на вузовете се включват редица идеологически дисциплини – научен комунизъм, история на КПСС и марксистка философия. Въведен е задължителен политически изпит както при кандидатстване за висше учебно заведение, така и при полагане на държавни изпити. Пълен контрол от страна на БКП се налага и върху дейността на армията и МВР.
Завършилите военно училище български младежи почти без изключение членуват в комунистическата партия. Под пълно нейно подчинение попадат Отечествения фронт, Българската православна църква, БЗНС и другите обществени и религиозни организации.

### Външна политика
Външната политика на страната е напълно възобновена със СССР и нейните сателити в Източна и Централна Европа. С тях се осъществява 86,25% от външния стокообмен на България. На 14 май 1955 г. във Варшава е подписан Договор за дружба, сътрудничество и взаимопомощ между Народна социалистическа република Албания, Народна република България, Германска демократична република, Полска народна република, Социалистическа република Румъния, Съюз на съветските социалистически републики, Народна република Унгария и Чехословашка социалистическа република. Той предвижда оказване на военна помощ при нападение на някоя от страните в пакта, създаване на обединено командване и съвместно решаване на важни политически и икономически връзки. Варшавският договор е за срок от 20 години и дава „законова“ възможност на СССР да се противопостави на всеки опит на народите от т.нар. Източен блок да отстояват своята независимост (Унгария през 1956 г. и Чехословакия през 1968 г.).
Нарушаване на човешките права в България е сериозна пречка за участието ѝ в международни организации и програми. Едва на 14 декември 1955 г., и то след силен дипломатически натиск от страна на Съветския съюз и взаимни отстъпки на Великите сили, страната е приета за член на ООН. Половин година по-късно (17 май 1956 г.) тя става член и на ЮНЕСКО.

## Съставяне
Кабинетът, оглавен от Вълко Червенков, е образуван от политически дейци на БКП и БЗНС, както и от 1 безпартиен функционер на Отечествения фронт – Кимон Георгиев.

### Кабинет
Сформира се от следните 25 министри и един председател.
| министерство                                                                    | име | име             | партия          |
| ------------------------------------------------------------------------------- | --- | --------------- | --------------- |
| председател на Министерския съвет                                               |     | Вълко Червенков | БКП             |
| подпредседател на Министерския съвет                                            |     | Антон Югов      | БКП             |
| подпредседател на Министерския съвет                                            |     | Георги Трайков  | БЗНС (казионен) |
| подпредседател на Министерския съвет                                            |     | Иван Михайлов   | БКП             |
| подпредседател на Министерския съвет                                            |     | Райко Дамянов   | БКП             |
| подпредседател на Министерския съвет, председател на Държавната планова комисия |     | Георги Чанков   | БКП             |
| лека и хранителна промишленост                                                  |     | Атанас Димитров | БКП             |
| вътрешни работи                                                                 |     | Георги Цанков   | БКП             |
| транспорт                                                                       |     | Данчо Димитров  | БКП             |
| народна просвета                                                                |     | Демир Янев      | БКП             |
| председател на Комисията за държавен контрол                                    |     | Димо Дичев      | БКП             |
| външна търговия                                                                 |     | Живко Живков    | БКП             |
| електрификация                                                                  |     | Кимон Георгиев  | безпартиен      |
| финанси                                                                         |     | Кирил Лазаров   | БКП             |
| строежи                                                                         |     | Марин Грашнов   | БКП             |
| външни работи                                                                   |     | Минчо Нейчев    | БКП             |
| вътрешна търговия                                                               |     | Пело Пеловски   | БКП             |
| народно здраве и социални грижи                                                 |     | Петър Коларов   | БКП             |
| народна отбрана                                                                 |     | Петър Панчевски | БКП             |
| правосъдие                                                                      |     | Ради Найденов   | БЗНС (казионен) |
| доставки                                                                        |     | Руси Христозов  | БКП             |
| председател на Комитета за наука, изкуство и култура                            |     | Рубен Аврамов   | БКП             |
| тежка промишленост                                                              |     | Тано Цолов      | БКП             |
| пощи, телеграфи и телефони                                                      |     | Цола Драгойчева | БКП             |
| земеделие                                                                       |     | Станко Тодоров  | БКП             |
| комунално стопанство и благоустройство                                          |     | Стоян Тончев    | БКП             |

### Промени в кабинета

#### 6 февруари 1954
- Комитетът за наука, изкуство и култура се закрива като основните му правомощия са прехвърлени в новото Министерство на културата. Към същото министерство се присъединяват още Комитета за кинематография, Комитета за радиоинформация, Главна дирекция на издателствата, полиграфическата промишленост и търговията с печатни произведения и Главно управление на трудовите резерви.

| министерство | име | име           | партия |
| ------------ | --- | ------------- | ------ |
| култура      |     | Рубен Аврамов | БКП    |

#### 11 юли 1955
- Създаден е Държавен комитет за строителство и архитектура, основната функция на който е да осъществява надзор над съществуващото паралелно Министерство на строежите.

| министерство                                                   | име | име        | партия |
| -------------------------------------------------------------- | --- | ---------- | ------ |
| председател на Държавния комитет за строителство и архитектура |     | Антон Югов | БКП    |